# Judith Albert
Judith Albert (* 2. Mai 1969 in Sarnen) ist eine Schweizer bildende Künstlerin. Videoarbeiten bilden den Schwerpunkt ihres Werks. Auch Installation und Zeichnung, häufig mit dem Medium des Videos kombiniert, spielen eine zentrale Rolle. Die Künstlerin hat zahlreiche Interventionen im öffentlichen Raum realisiert.

## Leben
Judith Albert wuchs im bäuerlichen Umfeld von Alpnach Dorf im Kanton Obwalden auf. Sie absolvierte eine Berufslehre als Papeteristin. 1990 reiste sie für zwei Jahre nach Paris. Zurück in der Schweiz, schrieb Albert sich an der Schule für Gestaltung in Luzern ein. 1993 wechselte sie an die Höhere Schule für Gestaltung Zürich, wo sie das Studium der bildenden Kunst nach vier Jahren abschloss.
Seither lebt und arbeitet Albert in Zürich. Regelmässig verlegt sie ihren Arbeitsplatz temporär ins auswärtige In- und Ausland. Verschiedene Stipendien erlaubten ihr längere Atelieraufenthalte, etwa von 2002 bis 2003 in Genua, 2007 in Paris und von 2011 bis 2012 in London. Albert beteiligt sich international an Kunstausstellungen sowie Videofestivals. Seit 2006 arbeitet sie unter anderem in der Konzeption öffentlicher Interventionen mit ihrem Lebenspartner Gery Hofer zusammen.

## Werke
Seit den 1990er-Jahren formieren sich Judith Alberts Werkgruppen im Medium Video. Von Beginn an arbeitet sie mit Zufällen und dem, was vorhanden ist, lässt sich von Wortbildern, alltäglichen Situationen oder den starken Atmosphären bei Félix Vallotton und Jan Vermeer inspirieren. Meistens tritt sie selbst vor die Kamera, ist zugleich Filmerin und Hauptdarstellerin. Um ihre Person geht es aber nicht, wie die Künstlerin sagt: „Ich bin eher eine Variable, eine Platzhalterin. Meist erkennt man mich gar nicht auf den Bildern.“ Ihr Körper trägt aber zur sinnlichen Präsenz der Videobilder bei. Ein Beispiel ist das Video Livingroom, mit dem Albert 1998 an der Ausstellung Freie Sicht aufs Mittelmeer im Kunsthaus Zürich teilnahm. Das Video ist unter Wasser gefilmt. Es zeigt, wie die Künstlerin Kissen und Decken auf den Grund eines Beckens trägt und sich dort zum Schlafen niederlegt. Judith Albert arbeitet stets mit einfachen Situationen oder Handlungen. Diese werden langsam und konzentriert ausgeübt. Sie folgen dem Rhythmus von Atem und Wasser, die das Verfliessen der Zeit wahrnehmbar machen. Auch die Videoserie Haiku (1999), benannt nach dem japanischen Kurzgedicht, verdichtet Momentaufnahmen zu Sinnbildern, ohne auf laute Töne oder starke Kontraste zu setzen: „Ich mag das Entweder-oder nicht. Beides kann sich ja gegenseitig befruchten. Das Poetische muss nicht unpolitisch sein – es ist auch ein Bekenntnis zum Leisen und Subtilen und zu differenzierten Zwischentönen.“
Auch in der Gattung verharren die Videos nicht in Gegensätzen, sondern mischen Dokumentation und Fiktion, Zufall und Inszenierung. Von kunsthistorischen Vorbildern inspirierte Arbeiten bilden sorgfältig arrangierte Tableaux vivants wie Nu à l’écharpe orange (2009) nach Vallotton oder Zwischen der Zeit (2004) nach Vermeer. Die Einmaligkeit eines historischen Moments prägt dagegen eine Arbeit wie Orte an denen ich glücklich war. In der seit 2004 fortlaufenden Serie hält Albert ihren Unterarm in kurzen Aufnahmen vor Hintergründen fest, die je nach Tageszeit, Wetter und Aufenthaltsort variieren. In neueren Arbeiten experimentiert die Künstlerin zudem mit mehreren Projektionsschichten. Dunkle Wolke (2013) oder Mare mosso (2015) sind sozusagen doppelt gefilmt: Eine erste Aufnahme wird auf Papier projiziert, das manipuliert und währenddessen erneut abgefilmt wird; die zweite Aufnahme bildet das Werk. Eine Werkgruppe der jüngsten Zeit bilden die Lichtzeichnungen.
Einen weiteren Themenkreis erschliessen Alberts Arbeiten in sakralen Räumen. Ohne sich selber als religiös zu bezeichnen, hat die in der katholischen Innerschweiz unweit der Wirkstätte Niklaus von Flües aufgewachsene Künstlerin mehrere Werke in Kirchen installiert oder gezeigt. In der St. Ursenkathedrale in Solothurn, die durch einen Brandanschlag 2011 verwüstet wurde, hat Judith Albert gemeinsam mit Gery Hofer und Brauen Wälchli Architectes, Lausanne, den Chorraum neu gestaltet. Der für Altar, Taufbecken und Ambo verwendete Carrara-Marmor, wie jeder Marmor aus Kalkstein entstanden, knüpft an das Baumaterial der alten Kathedrale an. Die Form des Altars bezieht sich – wie der Projekttitel L’ultima cena – auf Leonardo da Vincis berühmtes Abendmahl-Fresko und die Tradition, die Eucharistie auf einem weiss gedeckten Altar zu feiern. 4 neue Schutzheilige (2007) wiederum, eine für den öffentlichen Raum konzipierte Serie, nimmt das Format der populären Heiligenbildchen auf. Aus im Internet gefundenen Fotografien hat Albert neue Schutzpatronen für den modernen Zeitgenossen, darunter den Heiligen Horatio, Schutzpatron der Zeit, entworfen.

## Auszeichnungen
- 2016: Innerschweizer Kulturpreis
- 2011: Werkjahr der Landis & Gyr Stiftung, London
- 2006: Eidgenössischer Preis für Kunst
- 2003: Unterwaldner Preis für bildende Kunst
- 2001: Atelierstipendium der Stadt Zürich in Genua
- 2000: Preis der Jury, Innerschweizer Jahresausstellung Luzern

## Ausstellungen

### Einzelausstellungen (Auswahl)
- 2018: Continuo, Kunstmuseum Solothurn (Kat.)
- 2016: Seh Meer, Benzeholz Raum für zeitgenössische Kunst Meggen
- 2015: Prolog, Grossmünster Zürich (Kat.)
- 2014: Zwischen der Zeit, Kunstverein Friedrichshafen DE (Kat.)
- 2012: Moving Pictures, Jerwood Room, LMH, Oxford UK (Kat.)
- 2011: Zwielicht, Kunstraum Engländerbau, Vaduz FL
- 2009: Tamed Light. Neue Videoarbeiten, Kunstmuseum Luzern (Kat.)
- 2005: Kein Wasser. Kein Mond, Nidwaldner Museum, Stans (Kat.)
- 2004: Bilan d’un été, Espace d’Art Contemporain (les halles), Porrentruy
- 2003: Judith Albert, Musée des beaux-arts, La Chaux-de-Fonds (Kat.)
- 2002: Das Eine. Das Selbe. Das Gleiche, Kunstpanorama Luzern, zusammen mit Urban Mäder

### Gruppenausstellungen (Auswahl)
- 2020: Ritual - Kontemplation - Obsession, DG Galerie, München (Kat.)
- 2019: Passion. Bilder von der Jagd, Bündner Kunstmuseum, Chur (Kat.)
- 2018: où sommes nous, OBORO, Montreal Canada
- 2017: Arte Albigna, Bergell (Kat.)
- 2016: Point(s) de vue, Musée jurassien des Arts, Moutier
- 2015: Invent the Future with Elements of the Past, Cabaret Voltaire, Zürich (Kat.)
- 2014: La Dada Die Dada She Dada, Forum Schlosspark, Aarau; Kunstmuseum Appenzell; La Manoir, Appenzell (Kat.)
- 2013: Making Space. 40 Years of Video Art, Musée cantonal des beaux-arts de Lausanne
- 2012: Das Atelier – Orte der Produktion, Kunstmuseum Luzern
- 2011: Viel Lärm um alles, Haus für Kunst, Uri (Kat.)
- 2009: Gefrorene Momente, Bündner Kunstmuseum, Chur (Kat.)
- 2008: Die Seele einer Zuckerdose, Villa Flora, Winterthur (Kat.)
- 2007: Top of Central Switzerland, Kunstmuseum Luzern (Kat.)
- 2007: SURRéALITés, Kunsthaus Pasquart, Biel (Kat.)
- 2005: Ruhe im Sturm, Kunsthalle Zürich
- 2003: Pantalla Suiza, Museo Nacional Centro de Arte Reina Sofia, Madrid ES
- 2000: Pulsions, Centre Culturel Suisse, Paris FR (Kat.)
- 2000: BAC Barcelona Arte Contemporáneo, Barcelona ES
- 1999: Another Swiss Panorama, Centre pour l’Image Contemporaine, Genève
- 1998: Dogdays are Over, Centre Culturel Suisse, Paris FR
- 1998: Freie Sicht aufs Mittelmeer, Kunsthaus Zürich / Schirn Kunsthalle Frankfurt (Kat.)
- 1996: Körper, Identität, Irritation, Kunsthaus Glarus

### Videofestivals
- 2014: International Festival of Films on Art, Montreal CA
- 2008: Bild-Rausch-Videofestival, Saarbrücken DE
- 2007: SHIFT Festival der elektronischen Künste, Basel (Kat.)
- 2003: International Video Art Festival, Priština KO
- 2002 und 2003: V.I.D. Festival für Videokunst, Bern
- 1998: Sélection Suisse. 19. Video Art Festival, Locarno

## Permanente Arbeiten im öffentlichen Raum
- 2020: Uster, Werkhofareal, Öl auf Wasser, Bodenmosaik, mit Gery Hofer
- 2020: Kirche St. Peter und Paul, Bern, Raum der Stille und des Lichts, mit Gery Hofer (Kat.)
- 2019: Winterthur, ZHAW Departement Gesundheit, Basics, Wandgravuren, mit Gery Hofer (Kat.)
- 2016/2019: Luzern, XUND Höhere Fachhochschule Gesundheit Zentralschweiz: Streiflichter, Lichtzeichnungen, mit Gery Hofer
- 2012: Lausanne, CSS: Vasistas, Videoinstallation, mit Gery Hofer
- 2012: Solothurn, St. Ursenkathedrale: l’ultima cena, Chorraumgestaltung mit Gery Hofer und Brauen Wälchli Architectes
- 2011: Biel, Mettlen Schulhaus: La Promeno, akustische Installation, mit Gery Hofer und Martin Bezzola
- 2010: Montreux, Sacré-Coeur: Ciel, Kirchenfenster, mit Gery Hofer (Kat.)
- 2007: Giswil, Kulturhotel «Krone»: Mundart, Gestaltung eines Hotelzimmers, mit Gery Hofer (Kat.)
- 2006: Sarnen, Berufs- und Weiterbildungszentrum Obwalden: Signale, akustische Installation, mit Gery Hofer und Stephen Lumenta

## Veröffentlichungen (Auswahl)
- Der komische Kauz und die schrägen Vögel. Illustriert von Elfe Marie Opiela. Rowohlt, Hamburg 2023, ISBN 978-3-499-01101-6.